# Eupithecia gremmingerata
Eupithecia gremmingerata är en fjärilsart som beskrevs av Schütze 1952. Eupithecia gremmingerata ingår i släktet Eupithecia och familjen mätare. Inga underarter finns listade i Catalogue of Life.